# Херсонський обласний комітет Комуністичної партії України
Херсонський обласний комітет Комуністичної партії України — орган управління Херсонською обласною партійною організацією КП України (1944–1991 роки). Херсонська область утворена 30 березня 1944 року. 

## Перші секретарі обласного комітету (обкому)
- квітень 1944 — 30 травня 1944 — Олексенко Степан Антонович
- 30 травня 1944 — 3 січня 1949 — Федоров Олексій Федорович
- 3 січня 1949 — 8 березня 1951 — Гришко Григорій Єлисейович
- 8 березня 1951 — лютий 1954 — Онищенко Вадим Прохорович
- лютий 1954 — червень 1956 — Дружинін Володимир Миколайович
- червень 1956 — 12 січня 1962 — Єлістратов Петро Матвійович
- 12 січня 1962 — 14 січня 1963 — Кочубей Антон Самійлович
- 14 січня 1963 — грудень 1964 (сільський) — Кочубей Антон Самійлович
- 17 січня 1963 — грудень 1964 (промисловий) — Халапсін Володимир Миколайович
- грудень 1964 — 5 жовтня 1972 — Кочубей Антон Самійлович
- 5 жовтня 1972 — 28 березня 1980 — Мозговий Іван Олексійович
- 28 березня 1980 — 23 червня 1987 — Гіренко Андрій Миколайович
- 23 червня 1987 — серпень 1991 — Кушнеренко Михайло Михайлович

## Другі секретарі обласного комітету (обкому)
- квітень 1944 — 1947 — Прищепа Михайло Михайлович
- затв. вересень 1947 — вересень 1949 — Гладков Микола Олексійович
- вересень 1949 — березень 1951 — Онищенко Вадим Прохорович
- 8 березня 1951 — вересень 1952 — Пустовойт Іван Семенович
- вересень 1952 — листопад 1955 — Татаренко Леонід Порфирійович
- затв. листопад 1955 — червень 1956 — Єлістратов Петро Матвійович
- червень 1956 — 12 січня 1962 — Кочубей Антон Самійлович
- 12 січня 1962 — 14 січня 1963 — Халапсін Володимир Миколайович
- 14 січня 1963 — грудень 1964 (сільський) — Сєнін Олексій Семенович
- 17 січня 1963 — грудень 1964 (промисловий) — Курган Владислав Герасимович
- грудень 1964 — 20 листопада 1970 — Халапсін Володимир Миколайович
- 20 листопада 1970 — 29 березня 1975 — Курган Владислав Герасимович
- 29 березня 1975 — 28 березня 1980 — Гіренко Андрій Миколайович
- 28 березня 1980 — липень 1987 — Мельников Олександр Тихонович
- липень 1987 — серпень 1991 — Касьяненко Анатолій Іванович

## Секретарі обласного комітету (обкому)
- квітень 1944 — вересень 1947 — Гладков Микола Олексійович (3-й секретар)
- квітень 1944 — квітень 1945 — Короїд Олексій Степанович (по пропаганді)
- травень 1944 — вересень 1952 — Кулик Сергій Іванович (по кадрах)
- квітень 1945 — лютий 1946 — Сидоренко Ф.А. (по пропаганді)
- березень 1946 — серпень 1950 — Ларін Григорій Всеволодович (по пропаганді)
- затв. вересень 1947 — травень 1950 — Утєхін Андрій Георгійович (3-й секретар)
- липень 1950 — 29 вересня 1951 — Алідін Віктор Іванович
- затв. жовтень 1950 — 14 січня 1963 — Даниленко Микола Абрамович (по пропаганді)
- 29 вересня 1951 — вересень 1952 — Вєрушкін Микола Андрійович
- вересень 1954 — листопад 1955 — Єлістратов Петро Матвійович
- вересень 1954 — травень 1961 — Беньковський Борис Федорович (по сільському господарству)
- затв. листопад 1955 — 1957 — Багненко Олександр Карпович (по промисловості)
- 1957 — січень 1962 — Халапсін Володимир Миколайович (по промисловості)
- травень 1961 — 14 січня 1963 — Сєнін Олексій Семенович (по сільському господарству)
- затв. травень 1962 — 14 січня 1963 — Кобак Микола Данилович (по промисловості)
- 14 січня 1963 — грудня 1964 — Рой Іван Хомич (сільський по ідеології)
- 14 січня 1963 — грудня 1964 — Балабай Олександр Петрович (сільський парт-держ. контроль)
- 17 січня 1963 — грудня 1964 — Даниленко Микола Абрамович (промисловий по ідеології)
- 17 січня 1963 — грудня 1964 — Прилипко Олександр Вікторович (промисловий парт-держ. контроль)
- грудня 1964 — листопад 1969 — Даниленко Микола Абрамович (по ідеології)
- грудня 1964 — листопад 1966 — Кобак Микола Данилович (по промисловості)
- грудня 1964 — 2 грудня 1972 — Кривошей Микола Павлович (по сільському господарству)
- грудня 1964 — лютий 1966 — Балабай Олександр Петрович (парт-держ. контроль)
- листопад 1966 — 20 листопада 1970 — Курган Владислав Герасимович (по промисловості)
- листопад 1969 — 1982 — Касьяненко Олександр Єлисейович
- 20 листопада 1970 — 198.1 — Краєв Володимир Олексійович
- 2 грудня 1972 — 1987 — Стрельченко Григорій Степанович (по сільському господарству)
- 198.3 — 1984 — Скоромнюк Михайло Олексійович
- 1982 — 1985 — Гловацький Анатолій Васильович (по промисловості)
- серпень 1984 — листопад 1990 — Прозорова Віра Василівна (по соц-економічному розвитку)
- 1985 — 1990 — Найда Георгій Іванович
- березень 1987 — серпень 1991 — Лазник Петро Іванович (по сільському господарству)
- 1990 — 1991 — Рожко Микола Петрович
- 1990 — серпень 1991 — Ходаковський Володимир Федорович

## Заступники секретарів обласного комітету (обкому)
- .04.1944 — листопад 1948 — Сущий Олександр Сергійович? (заст. секретаря обкому по транспорту)
- .04.1944 — листопад 1948 — Малишев І.Л. (заст. секретаря обкому по промисловості)
- 1945 (затв. жовтень 1945) — листопад 1948 — Онищенко Вадим Прохорович (заст. секретаря обкому по будівництву і будівельних матеріалах)
- затверджений листопад 1946 — листопад 1948 — Сокирко Костянтин Андрійович (заст. секретаря обкому по торгівлі і громадському харчуванню)